# Gésier
Le gésier est un organe de l'appareil digestif chez plusieurs groupes d'animaux. Il désigne le plus souvent la partie muscularisée (muscle fibreux qui forme une poche) de l'estomac des archosauriens, groupe qui comprend les oiseaux et les crocodiliens. Outre son rôle dans le broyage des aliments, il a aussi des fonctions glandulaires. D'autres animaux (appartenant notamment aux groupes des poissons téléostéens, des annélides, des mollusques et des arthropodes) disposent d'un organe de même fonction, mais non homologue.
Chez les oiseaux, le gésier est en aval du proventricule (poches précédant l'estomac dans le tractus digestif).
Des fossiles nous permettent de croire qu'il était présent chez certains dinosaures. Cet organe leur permet de broyer les aliments durs, en avalant des cailloux ou gastrolithes.

## Cas des oiseaux

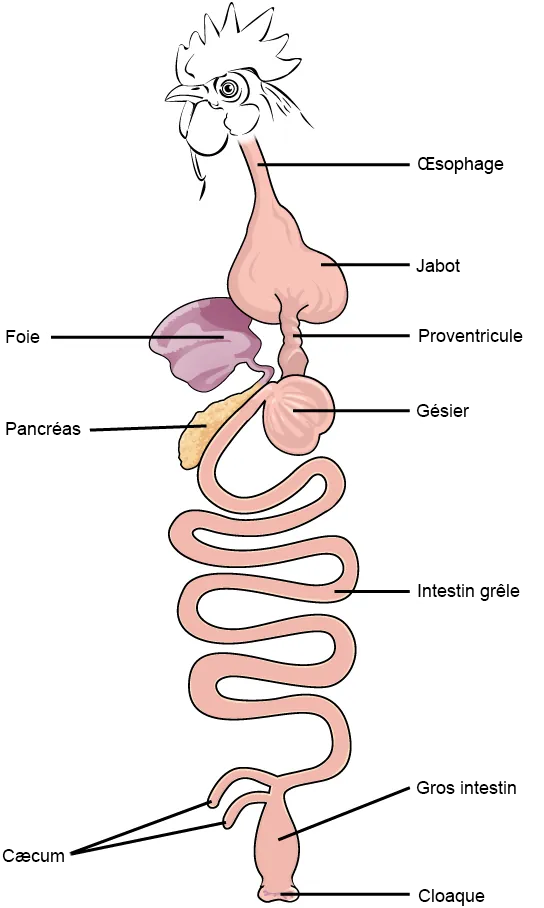
Schéma de l'appareil digestif aviaire

Selon le régime alimentaire de l'oiseau les parois de la poche varient en épaisseur, par exemple chez les granivores, le gésier permettant de broyer les graines, celui-ci est très épais et puissant. Ces oiseaux doivent avaler des cailloux (le grit ou gastrolithes) qui seront stockés dans le gésier (jusqu'à leur usure complète) et qui aident au broyage des aliments.

## Étymologie
« Gésier » est un mot d'origine latine, gigeria, qui signifiait littéralement « entrailles de volailles (sacrifiées) », à travers le bas latin *gizerium et l'ancien français « giser » (XIIIe siècle).

## En cuisine

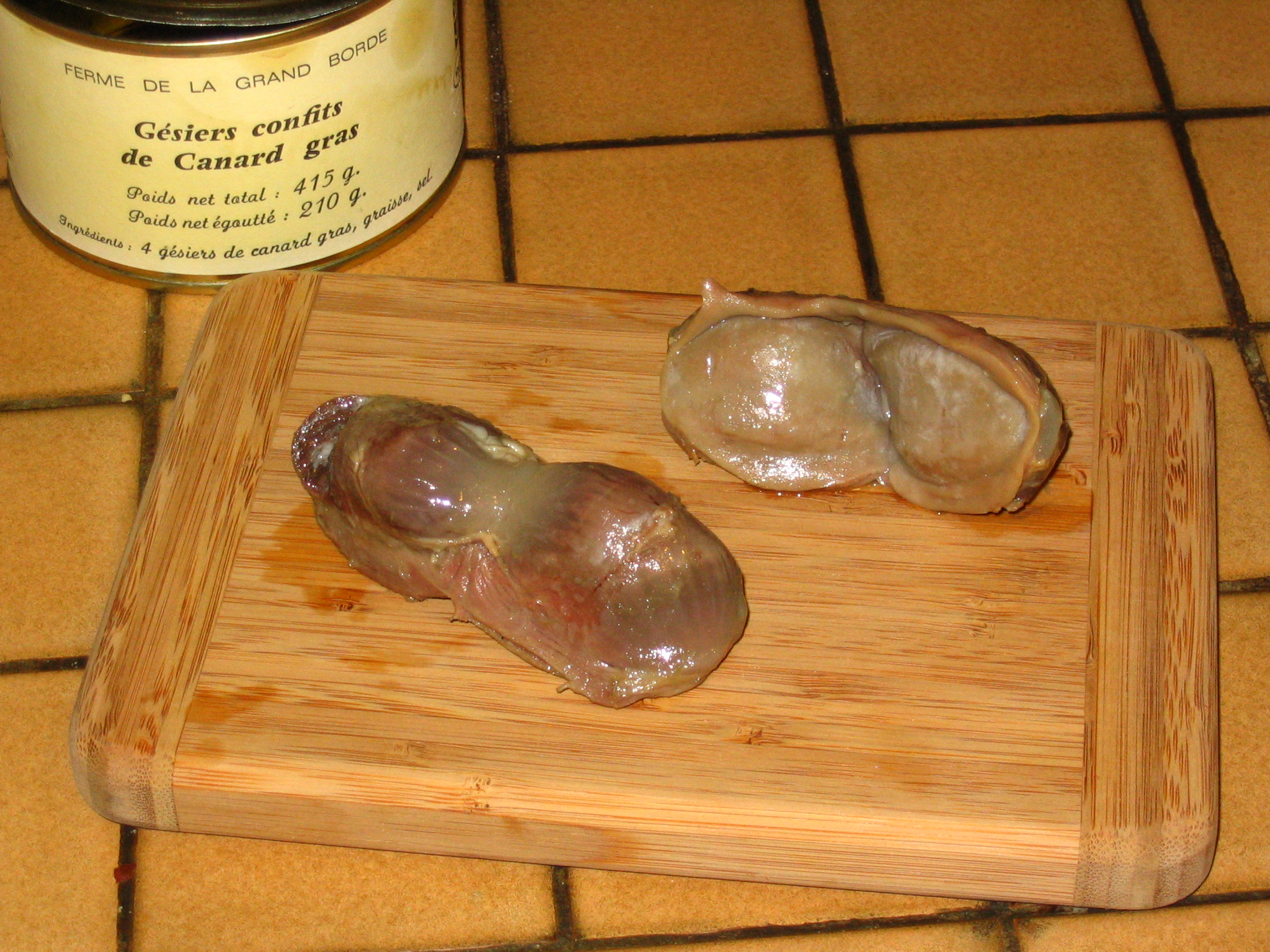
Gésiers de canard confits.

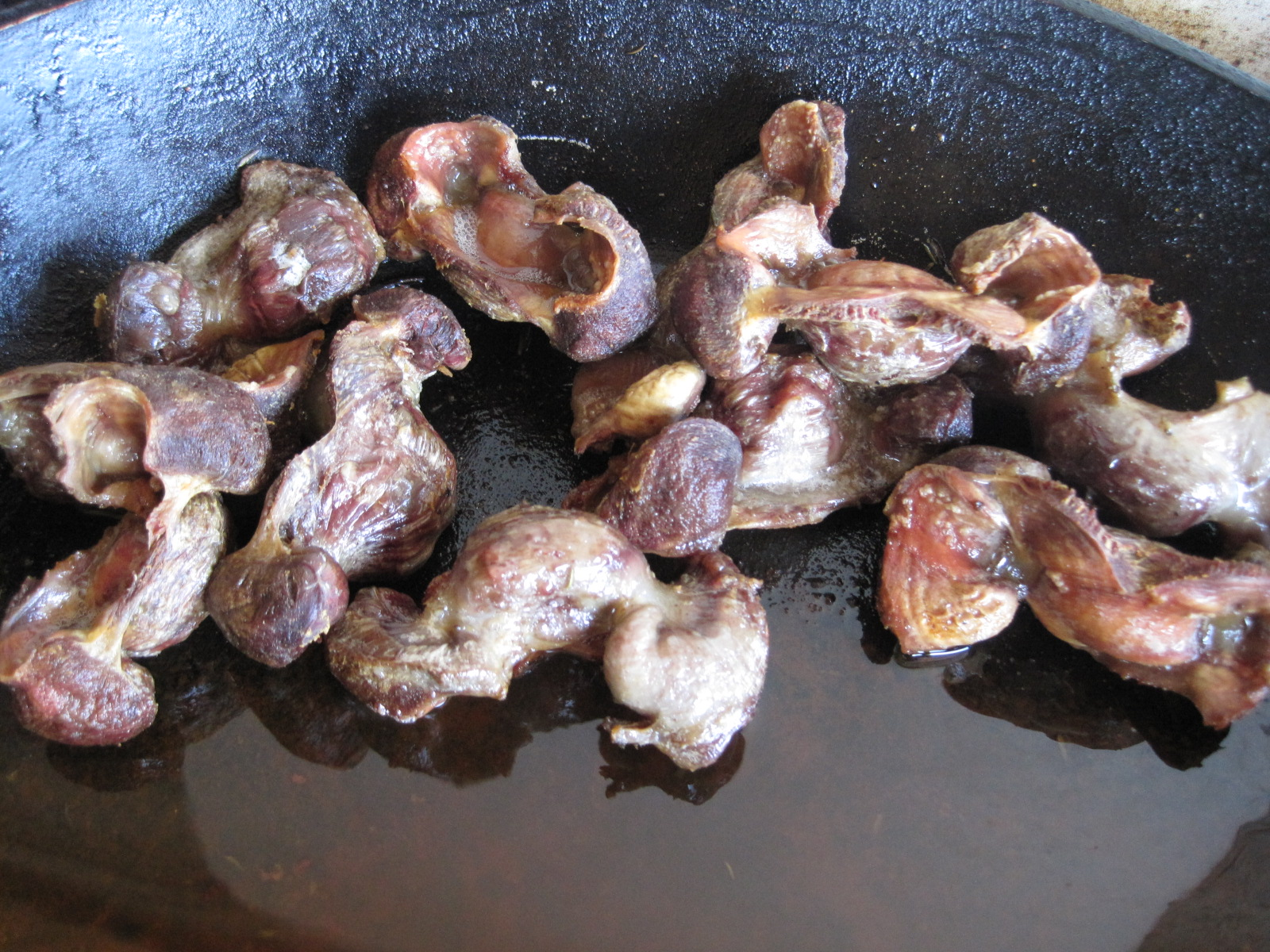
Gésiers de canard cuits.

Le gésier fait partie, avec le foie et le cœur, de ce que l'on appelle les abats de volaille (abatis).
Un gésier juste extrait des entrailles d'un poulet nécessite quelques préparations avant d'être comestible, notamment d'être vidé de ce qu'avait mangé la volaille. Une fois nettoyé, il peut être préparé de plusieurs manières. Les plus courantes sont le confit ou juste un passage à la poêle.
Le gésier des oiseaux sauvages (comme leur foie) peut présenter des concentrations trop élevées en plomb si ces animaux ont avalé des grenailles de plomb ou des agrès de pêche en plomb avant d'avoir été abattus à la chasse.